# Huambo
Huambo este un oraș în Angola. Este reședința provinciei omonime.